# Sistiana

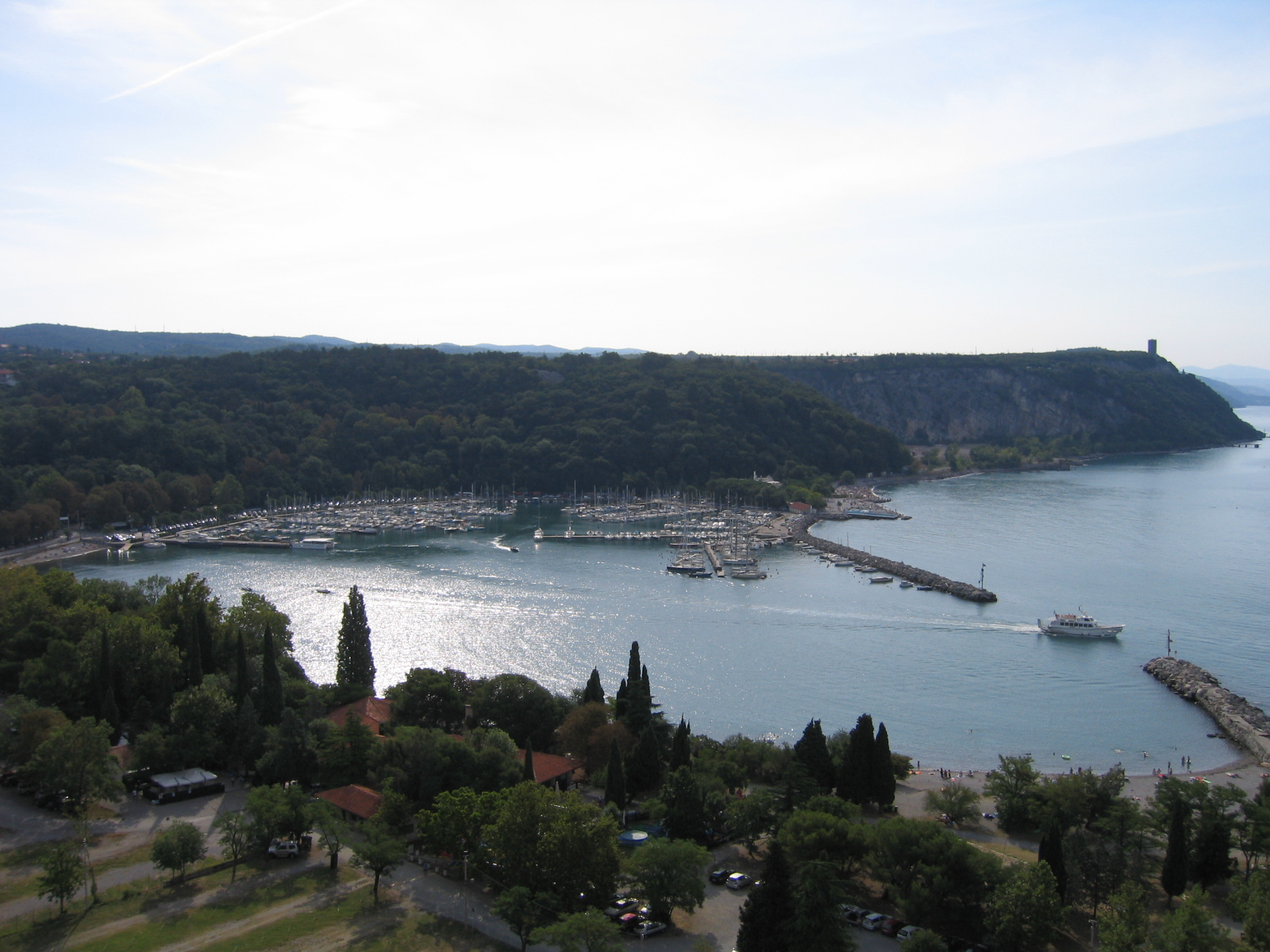
Bucht und Jachthafen von Sistiana

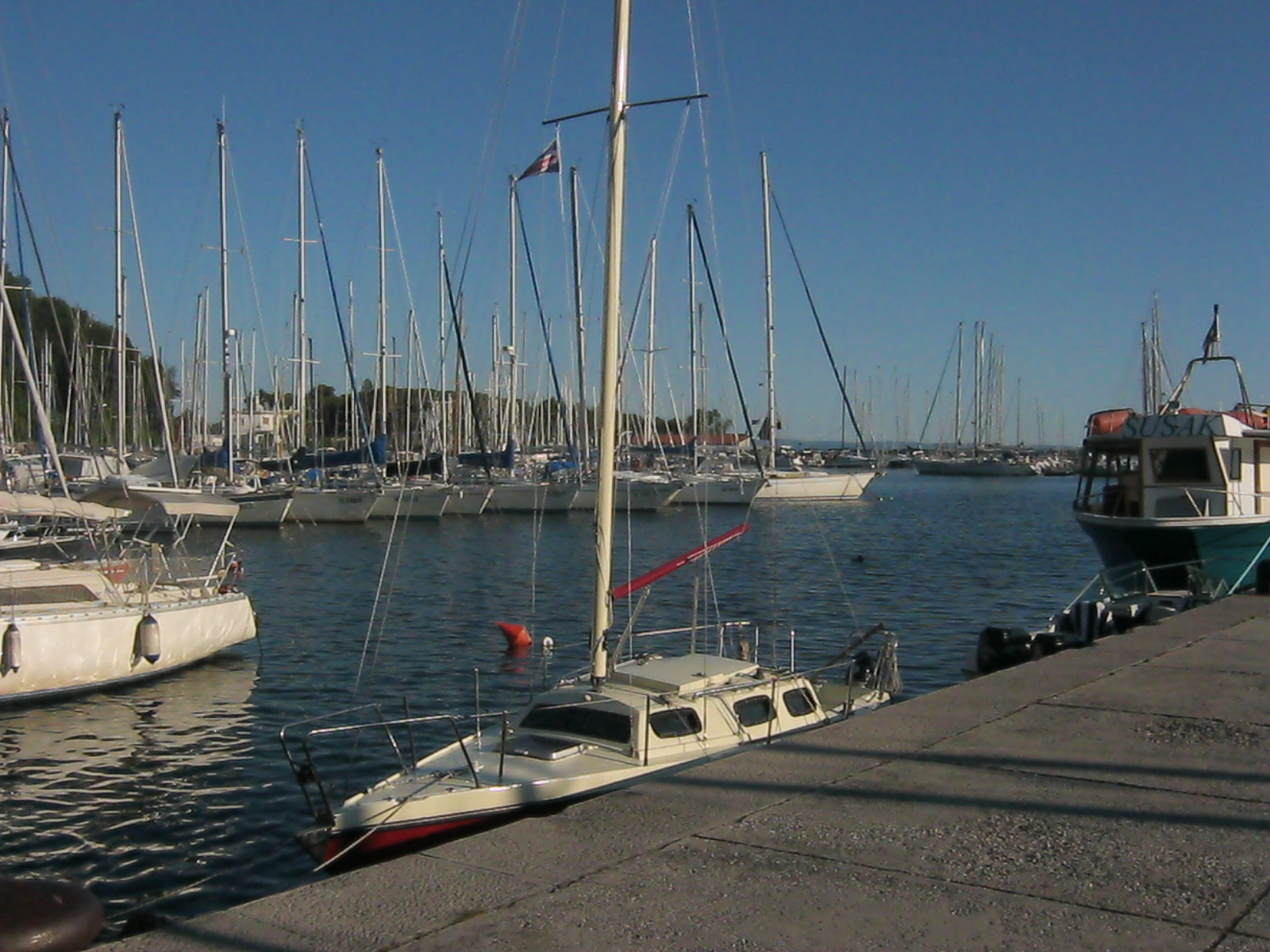
Der Jachthafen

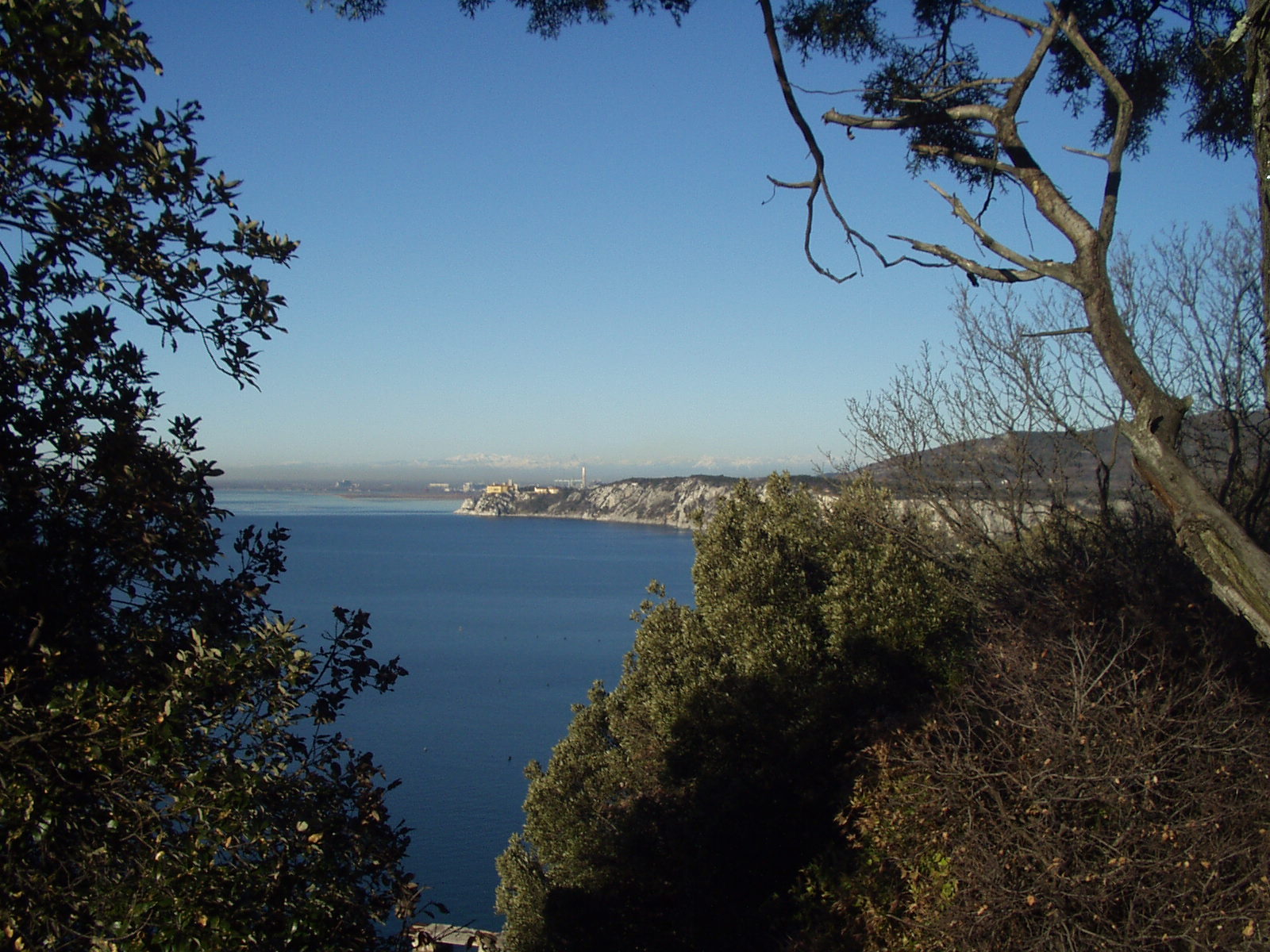
Küste zwischen Sistiana und Duino

Sistiana (slowenisch Sesljan, deutsch Seestein) ist eine Ortschaft in der norditalienischen Region Friaul-Julisch Venetien. Der 77 m über dem Meeresspiegel liegende Ort auf dem Triester Karst gehört zur Streugemeinde Duino-Aurisina (slow. Devin-Nabrežina) und hat etwa 2.600 Einwohner (31. Dezember 2006). Die Postleitzahl ist 34011, die Telefonvorwahl 040.

## Geschichte
Sistiana bestand bereits zur Römerzeit unter dem Namen Sixtilianum und gehörte zur römischen Provinz Gallia cisalpina. Es soll die erste römische Siedlung auf dem Gebiet der 1922 geschaffenen Provinz Triest gewesen sein. Auch soll es der Schauplatz einer bewaffneten Auseinandersetzung zwischen den aus Aquileia anmarschierten römischen Truppen und der ursprünglich hier ansässigen Bevölkerung der Histrier gewesen sein. In der unmittelbaren Umgebung des Ortes wurden die Reste einer römischen Villa freigelegt, was die Annahme belegt, dass Sixtilianum in der Folge ein beliebter Ferienort der römischen Patrizier war. In der Bucht selbst wurden im 2. Jh. n. Chr. Kalksteinbrüche eröffnet, um Baumaterial zu fördern; einige dieser Steinbrüche dürften aber bereits von vorrömischen Bevölkerungen ab dem 2. Jahrhundert v. Chr. genutzt worden sein.
Im 16. Jahrhundert kam es in Sistiana zu Grenzstreitigkeiten zwischen den Herren von Duino und der Stadt Triest; zu jener Zeit ist Sistiana urkundlich auch als Cessiana und Cisigliano erwähnt.
Ende des 19. Jahrhunderts entstanden in der Bucht einige Hotels (Strandhotel und Parkhotel), wodurch Sistiana neben Grado und Abbazia (heute Opatija) zu den bekanntesten Seebädern der Österreichischen Riviera gehörte.
Im Ersten Weltkrieg wurde die Bucht als Marinestützpunkt der K.u.K. Österreichischen Kriegsmarine genutzt. Vor dem Fremdenverkehrsamt Sistiana befindet sich noch heute ein Denkmal zur Erinnerung an die Teilnahme am Weltkrieg 1914/1918 der K.K. FREIW. SCHÜTZEN FELDKOMP.3/II.
Während des Zweiten Weltkriegs wurde Sistiana Teil der Operationszone Adriatisches Küstenland. Die Leitung des Kleinkampfverbandes 411 der deutschen Kriegsmarine hatte zu dieser Zeit ihren Sitz in der Bucht von Sistiana. In der Bucht befand sich ein großer schwer bewachter geheimer deutscher Marinebunker. Dieser war ab November 1944 Stützpunkt neben den Marineeinheiten für 30 Molch U-Boote. Die Anlage wurde Anfang Mai 1945 von deutschen Truppen gesprengt und ist noch immer Objekt zahlreicher Spekulationen.
In den 1950er und 1960er Jahren entstand die Siedlung Borgo San Mauro für die italienischstämmigen Flüchtlinge (esuli, Optanten) aus Istrien, wodurch sich die Einwohnerzahl von Sistiana fast verdoppelte.

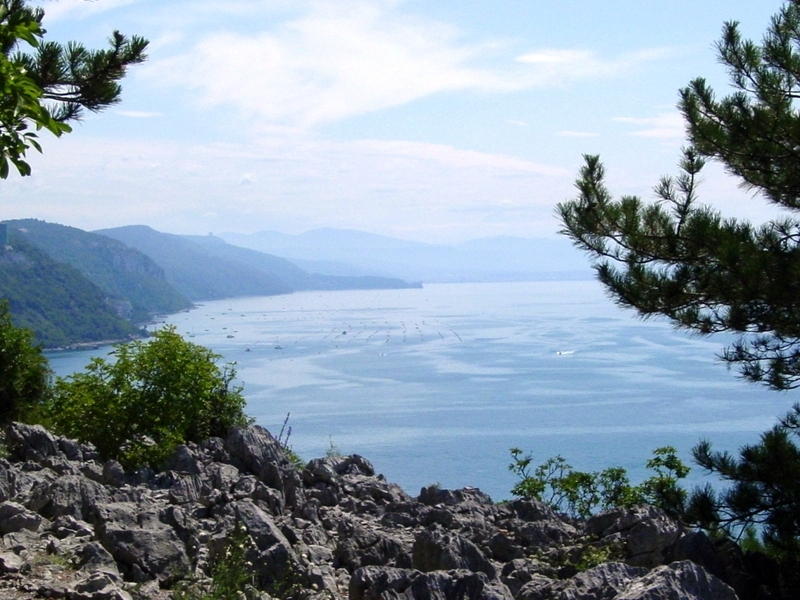
Blick vom Rilkeweg auf den Golf von Triest

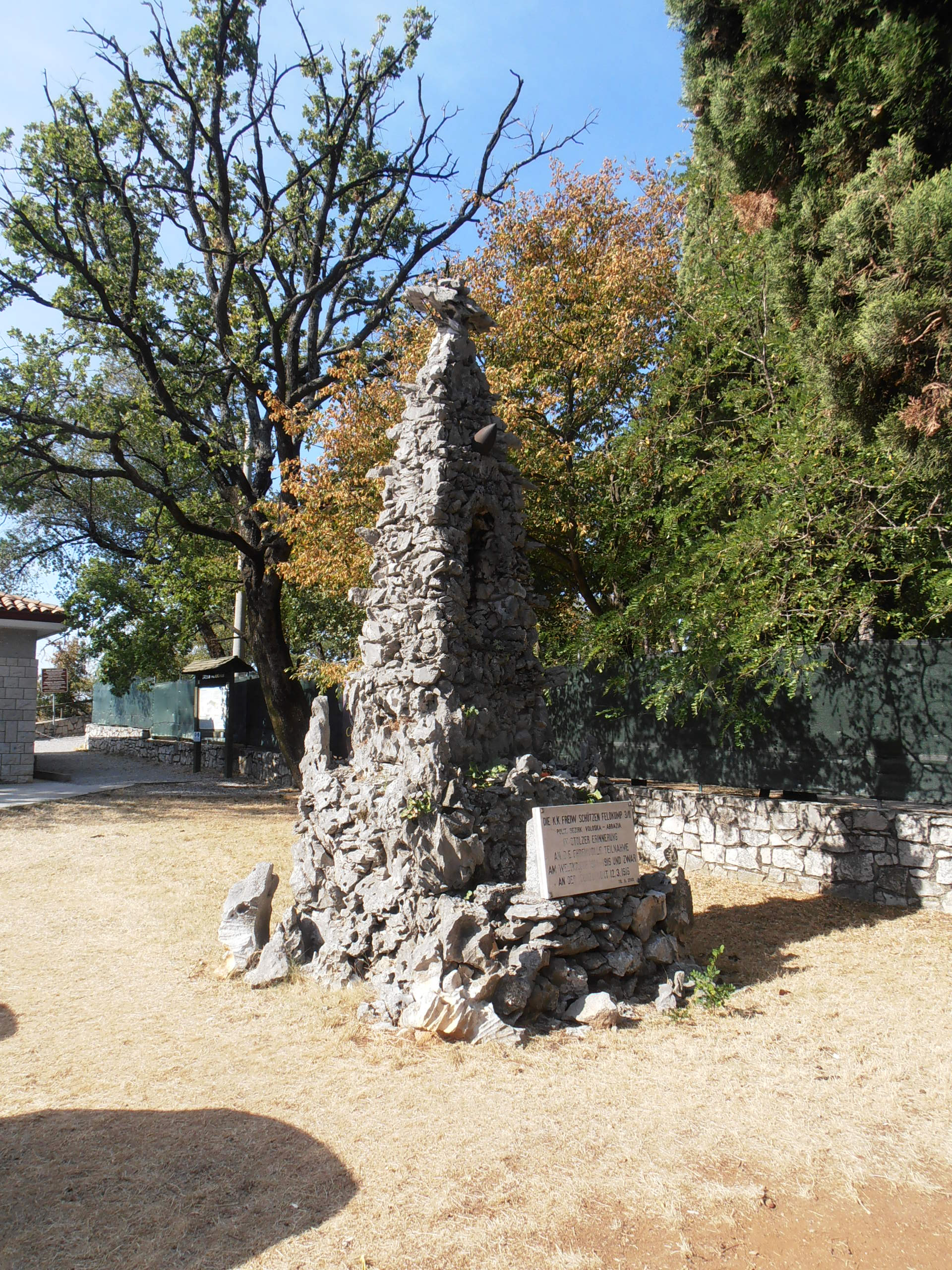
Schützendenkmal

## Sehenswürdigkeiten
Sistiana ist für seine Bucht und seinen Badestrand bekannt.
Hier beginnt der Rilkeweg, der von Sistiana entlang der Felsenküste bis zum Schloss von Duino verläuft, wo sich Rainer Maria Rilke von Oktober 1911 bis Mai 1912 als Gast aufhielt und die Duineser Elegien verfasste.
Sistiana ist der Ausgangspunkt der Terrano-Weinstraße (italienisch Strada del vino Terrano), die 1986 von der Provinz Triest eingeführt wurde und durch den Karst bis zur Ortschaft Opicina führt.

## Trivia
Auf Sistiana nimmt auch der gleichnamige Erzählband von Julian Schutting (1976) Bezug.